# ローレンツ・フォン・シュタイン

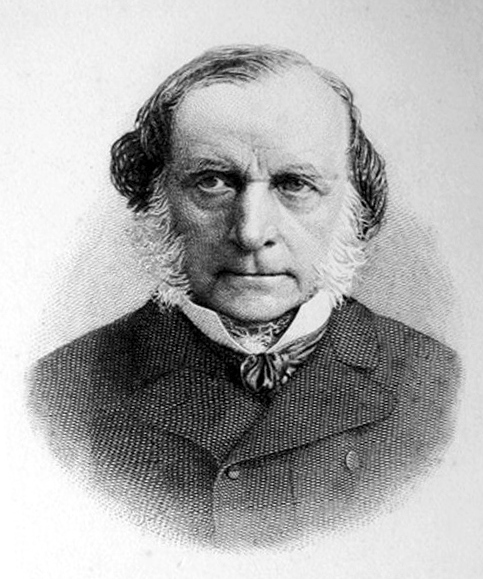
ローレンツ・フォン・シュタイン

ローレンツ・フォン・シュタイン（Lorenz von Stein、1815年11月18日 - 1890年9月23日）は、ドイツの法学者・思想家。フランス初期社会主義・共産主義思想、並びにプロレタリアート概念をドイツにおいて、初めて学術的にまとまった形で紹介した。

## 略歴
シュタインはキールにおいてヘーゲル法哲学、歴史法学を学び、イェーナ、ベルリンで学んだ後、1841年10月から1843年3月までパリに留学し、フランス法制史を学びつつ、そこでコンシデラン、プルードン、ブラン、カベといった社会主義者・共産主義者らと交わり、そこで得た知識を元に1842年に『今日のフランスにおける社会主義と共産主義』を著した。また、国法学・行政学の立場からはパンデクテン法学によって統一法体系を作ろうとしたプロイセン（ドイツ帝国）の法政策を批判した。
キール大学在職中、シュレースヴィヒ＝ホルシュタインのデンマークからの独立運動に参加。ドイツ海軍設立委員として活躍する。しかし運動敗北後、彼は大学を追放された。その後、シュタインはウィーン大学において職を得て、国法学者・行政学者・財政学者として名声を博した。更にシュタインはジャーナリズムにも関わり、多くの新聞や雑誌に学術論文や時事論文を掲載している。

## 思想・影響
伊藤博文にドイツ式の立憲体制を薦めて、大日本帝国憲法制定のきっかけを与えた人物としても知られている。1882年に憲法事情研究のためにヨーロッパを訪れていた伊藤博文は、ウィーンのシュタインを訪問して2ヶ月間にわたってシュタイン宅で国家学の講義を受けた。その際、日本が採るべき立憲体制について尋ねたところ、プロイセン（ドイツ）式の憲法を薦めた（なお、この際に伊藤は日本政府の法律顧問として招聘したいと懇願しているが、高齢を理由に辞退して代わりになる候補者を推薦している）。ただ、シュタイン自身はドイツの体制には批判的であり、日本の国情・歴史を分析した上で敢えてドイツ憲法を薦めている。また、実際に制定された大日本帝国憲法の内容にはシュタイン学説の影響は少ない。これには伊藤とともに憲法草案を執筆した井上毅がシュタインに批判的であったことが大きな要因であるものの、伊藤にドイツ式を選択させた背景にはシュタインの存在が大きい。
シュタインは山縣有朋が意見書 「外交政略論」の中で述べた概念である主権線、利益線に影響を与えた。
また、カール・マルクスは1842年のシュタインの著作『今日のフランスにおける社会主義と共産主義』から社会主義・共産主義思想を学び、私淑しながらも自らの思索を深めていった。しかしシュタインは、同時代人としての弟子マルクスを数多い著作において一貫して無視しつづけている。

## 著作
- 『今日のフランスにおける社会主義と共産主義』（Der Sozialismus und Kommunismus des heutigen Frankreich, Leipzig 1842, 2. Aufl. 1847）
- 『第三フランス革命以降の社会主義運動と共産主義運動』（Die sozialistischen und kommunistischen Bewegungen seit der dritten französischen Revolution, Stuttgart 1848）
- 『1789年から現代までのフランスにおける社会運動史』（Geschichte der sozialen Bewegung in Frankreich von 1789 bis auf unsre Tage, Leipz. 1850, 3 Bde.）
- 『社会の概念』（Le Concept de société ["Der Begriff der Gesellschaft", erster Teil der Geschichte der sozialen Bewegung in Frankreich 1850]. Ins Französische [in Auszügen] übersetzt von Marc Béghin. Mit einer Einleitung und Bibliographie hrsg. von Norbert Waszek. Grenoble, ELLUG, 2002. 256 S. ISBN 2-84310-037-2.）
- 『フランスの国家・法の歴史』（Französische Staats- und Rechtsgeschichte, Basel 1846-48, 3 Bde.）
- 『国家学体系』（System der Staatswissenschaft, Bd. 1: Statistik etc., Basel 1852; Bd. 2: Gesellschaftslehre, Basel 1857）
- 『オーストリアの貨幣制度と信用制度の新形態』（Die neue Gestaltung der Geld- und Kreditverhältnisse in Österreich, Wien 1855）
- 『国民経済学教本』（Lehrbuch der Volkswirtschaft, Wien 1858; 3. Aufl. als „Lehrbuch der Nationalökonomie“, 3. Aufl. 1887）
- 『財政学教本』（Lehrbuch der Finanzwissenschaft, Leipzig 1860; 5. Aufl. 1885-86, 4 Bde.）
- 『軍制学』（Die Lehre vom Heerwesen, Stuttg. 1872）
- 『行政學』渡邊廉吉譯、信山社出版、2007年
- 『行政學』渡邊廉吉譯、元老院 、1887年